# César Viccino
César Vicino Núñez (nacido como Cesar Viccino) fue un entrenador de fútbol italiano, naturalizado argentino, que dirigió diversos clubes en Argentina, Perú, Paraguay, El Salvador y Guatemala.

## Carrera profesional
Dirigió a Platense en 1945 y 1946, Club Atlético Banfield en 1947 y a Chacarita Juniors en 1949, en 1950 fue su primera experiencia en el extranjero, se fue a dirigir al Club Libertad de Paraguay.
Entre 1952 y 1953 se hizo cargo de la selección de Bolivia, y luego de su participación en el Sudamericano de Perú en 1953, fue pretendido por el Sporting Tabaco de este último país, también dirigió a Atlético Chalaco y fue el primer entrenador extranjero del FBC Melgar. Posteriormente dirigió a clubes de El Salvador y Guatemala, dirigiendo la selección nacional de este último en las eliminatorias, 1969.

## Trayectoria
| Club                   | País        | Año       |
| ---------------------- | ----------- | --------- |
| Platense               | Argentina   | 1945-1946 |
| Banfield               | Argentina   | 1947      |
| Chacarita Juniors      | Argentina   | 1949      |
| Libertad               | Paraguay    | 1951      |
| Selección de Bolivia   | Bolivia     | 1952-1953 |
| Sporting Tabaco        | Perú        | 1954      |
| FBC Melgar             | Perú        | 1956      |
| Atlético Chalaco       | Perú        | 1957      |
| Sporting Cristal       | Perú        | 1958-1959 |
| Atlético Chalaco       | Perú        | 1960      |
| CD Fas                 | El Salvador | 1961-1962 |
| Selección de Guatemala | Guatemala   | 1965      |
| Comunicaciones FC      | Guatemala   | 1965-1966 |
| Aurora FC              | Guatemala   | 1967      |
| Selección de Guatemala | Guatemala   | 1968-1969 |
| CSD Municipal          | Guatemala   | 1969-1970 |